# Dobrovolný svazek obcí Orlice
Dobrovolný svazek obcí Orlice je svazek obcí (dle § 49 zákona č.128/2000 Sb. o obcích) v okresu Rychnov nad Kněžnou, jeho sídlem je Kostelec nad Orlicí a jeho cílem je koordinování celkového rozvoje území mikroregionu na základě společné strategie, přímé provádění společných investičních akcí, společná propagace mikroregionu v cestovním ruchu. Sdružuje celkem 17 obcí a byl založen v roce 2003.

## Obce sdružené v mikroregionu
- Borovnice
- Častolovice
- Čestice
- Doudleby nad Orlicí
- Hřibiny-Ledská
- Chleny
- Kostelec nad Orlicí
- Kostelecké Horky
- Krchleby
- Lhoty u Potštejna
- Olešnice
- Potštejn
- Svídnice
- Tutleky
- Vrbice
- Záměl
- Zdelov